# Diva
|  | Per altres significats, vegeu WWE Diva |

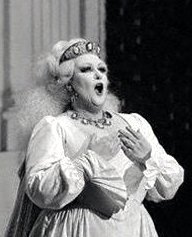
La diva Montserrat Caballé com a Reina Elisabet d'Anglaterra

Una diva és, en música clàssica, una cantant de renom que es caracteritza per tenir una veu excepcional. També s'utilitza el terme italià prima donna (primera dama). Les característiques tècniques són generalment una veu potent i ben projectada acompanyat d'un temperament fort. La paraula prové de l'italià diva que significa «divina».
El timbre d'una diva és d'una extraordinària bellesa (Montserrat Caballé, Renata Tebaldi) o bé molt expressiu (Maria Callas). El repertori de predilecció és sovint el bel canto tardà (Rossini) i romàntic (Bellini, Donizetti), ja que les partitures permeten enlluernar per la virtuositat requerida i la llibertat d'improvisació que es deixa a la intèrpret, oferint alhora moments de gran bellesa.
Són particularment propicis a provocar la fascinació del públic els papers imponents per la seva naturalesa històrica, com el d'Isabel I d'Anglaterra i altres grans reines, o per la seva destinació tràgica, amb heroïnes novel·lesques tals com Lucia di Lammermoor o la sacerdotessa druida Norma de Bellini.
Fins al segle xviii, el castrato va substituir la prima donna al cor del públic. A partir de la segona meitat del segle xix, va ser el tenor qui es va imposar com intèrpret principal de les obres líriques. La figura de la diva va conèixer una nova glòria a mitjans del segle XX amb Maria Callas, qui es va imposar amb una veu molt potent, d'una tessitura fora del comú però també per un intens joc escènic. La seva discogràfica la va protegir i va difondre la seva veu al gran públic.

## Al cinema i la literatura
El 1982, el cineasta francès Jean-Jacques Beineix va realitzar el llargmetratge Diva, on una misteriosa cantant d'òpera (interpretada per la soprano Wilhelmenia Fernandez) no deixava que les seves actuacions fossin gravades motivant un thriller entre els seus seguidors. La pel·lícula està inspirada en dives que no van deixar enregistraments comercials, com el cas de la soprano turca Leyla Gencer, i en el fenomen de la diva afroamericana d'òpera, com Jessye Norman o Shirley Verrett, molt populars a França.
El 2004, Pasqual Mas i Usó va publicar la novel·la Diva basada en la cantant Hermínia Gómez (Almassora, 1891- Ventimiglia, 1970), coneguda com a «La Spagnoletta».
La revista Time va observar el 2002: «Per definició, una diva és una dona amb un ego arrollador compensat només en part per una bella veu»